# Термонд (Західна Вірджинія)
Термонд (англ. Thurmond) — місто (англ. town) в США, в окрузі Фаєтт штату Західна Вірджинія. Населення — 5 осіб (2010).

## Географія
Термонд розташований за координатами 37°57′39″ пн. ш. 81°4′47″ зх. д. / 37.96083° пн. ш. 81.07972° зх. д. (37.960893, -81.079651).  За даними Бюро перепису населення США в 2010 році місто мало площу 0,24 км², уся площа — суходіл.

## Демографія
Згідно з переписом 2010 року, у місті мешкало 5 осіб у 4 домогосподарствах у складі 0 родин. Густота населення становила 20 осіб/км².  Було 12 помешкання (49/км²).
Расовий склад населення:
| - 100,0 % — білих |

До двох чи більше рас належало 0,0 %. Частка іспаномовних становила 0,0 % від усіх жителів.
За віковим діапазоном населення розподілялося таким чином: 0,0 % — особи молодші 18 років, 60,0 % — особи у віці 18—64 років, 40,0 % — особи у віці 65 років та старші. Медіана віку мешканця становила 57,5 року. На 100 осіб жіночої статі у місті припадало 25,0 чоловіків;  на 100 жінок у віці від 18 років та старших — 25,0 чоловіків також старших 18 років.
Цивільне працевлаштоване населення становило 7 осіб. Основні галузі зайнятості: транспорт — 28,6 %, мистецтво, розваги та відпочинок — 28,6 %, сільське господарство, лісництво, риболовля — 28,6 %.